# 竹田街道

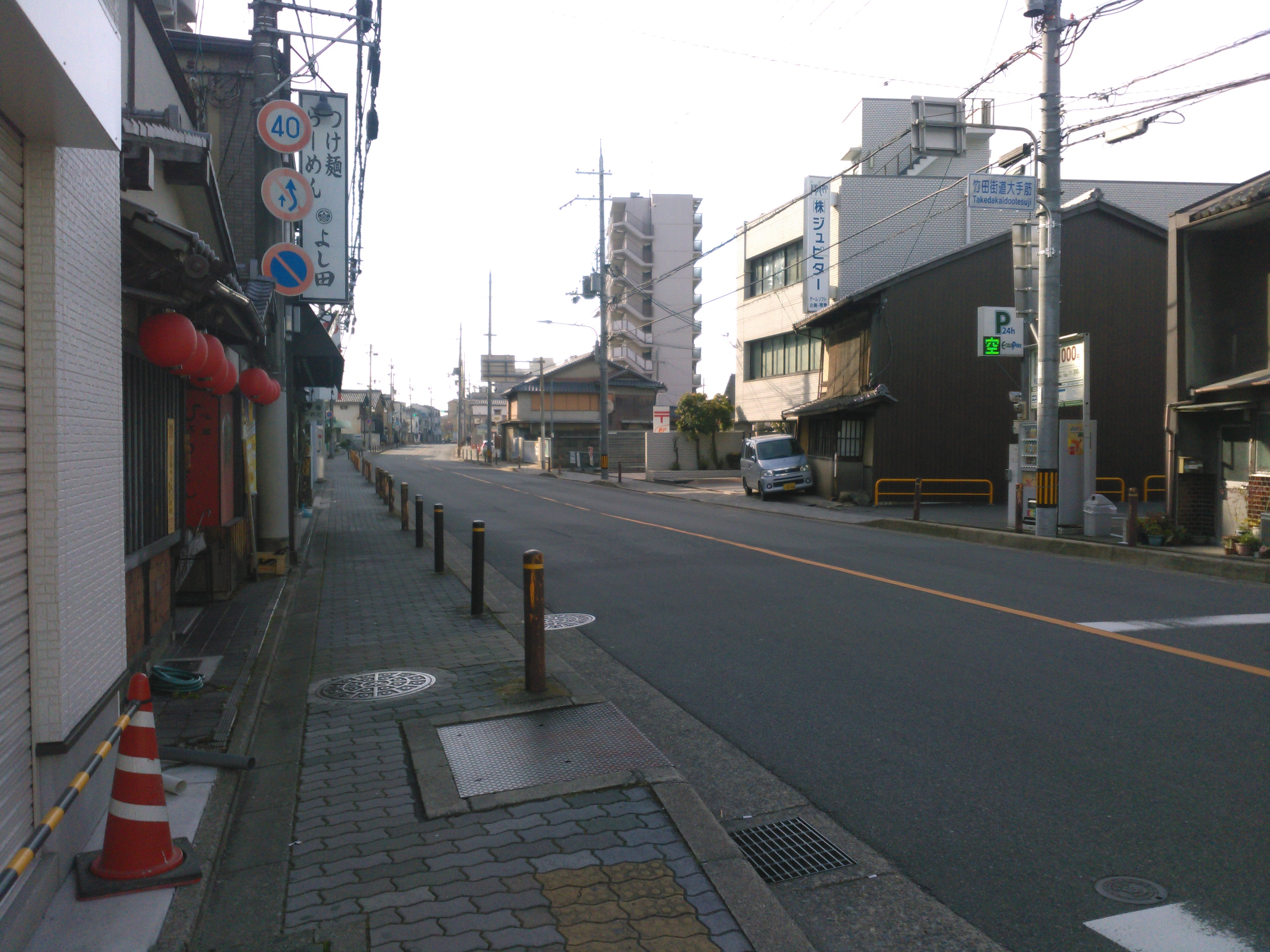
竹田街道大手筋

竹田街道（たけだかいどう）は、京（京都市中心部）と伏見（京都市伏見区）をつなぐ街道の一つ。京の七口の一つとしてあげられることもある竹田口から、旧紀伊郡竹田村（京都市伏見区竹田）を通り、伏見港へとつながっていた。京から奈良や大坂（大阪）に向かう奈良街道や大坂街道などの京街道の一部とも位置づけられる。
現在の道のりは八条通（竹田街道八条交差点）から外環状線（竹田街道外環交差点）まで全長約6.8キロメートルであり、
今でもなお京都市中心部と伏見市街を結ぶとともに、奈良方面へとつながる国道の一部として主要な幹線道路となっている。

## 沿革
竹田街道開通の時期は明らかでないが、豊臣秀吉の伏見城築城以後であり、江戸時代において最も発展したと言われる。車石が敷かれ、牛車による物資の輸送が行われていた。『拾遺都名所図会』に、人々の往来する道の傍らを牛車が通る絵に「竹田街道を通ふ車牛ハ、日毎に伏見より都へ貨物を積登る也。炎暑には、夜を日にかへて牽通ふハ、牛の疲れざる要意にして、牛を飼ふのならひなりとそ」と記す。その車石の一部が元陶化小学校に残されている。
鴨川の西岸に端を発して、同じく鴨川を渡り竹田村を経て伏見に至る、角倉了以・素庵親子が開削した高瀬川と竹田村の一部区間で並行していた。
明治になり、1880年（明治13年）に大津・京都間をつないだ官営鉄道（現在の東海道本線）が竹田街道（東洞院通）と交差するようになった。
1895年（明治28年）2月に日本で初めての営業用の電気鉄道が、京都電気鉄道（京電）の手によってほぼ竹田街道に沿って京都駅から伏見京橋の間に敷設された。京都駅の停留所は東洞院通の官営鉄道の南側に置かれ、北側に置かれた内国勧業博覧会の会場となる岡崎まで通じる路線（のちの木屋町線）とは踏切を通じて徒歩で連絡した。その後、1901年（明治34年）に高倉陸橋が架けられ官営鉄道の北側の高倉通から京電の路線が接続された。
1907年（明治40年）に勧進橋が架け替えられ、また京都電気鉄道の複線化とともに竹田街道も拡築された。明治42年作製の地形図と『大正の御即位記念地図』（1915年（大正4年）刊行）を比較すると竹田街道の線形変更が見て取れる。
京都電気鉄道のこの路線は、1918年（大正7年）に京都市により買収され京都市電伏見線となり、その後軌道幅が狭軌から標準軌に改軌された。同線は竹田街道の片側（東側）を走行するという不規則な軌道であった。
京都市電伏見線は、1970年（昭和45年）に市電全廃に先駆けて勧進橋の南から分岐する稲荷線と共に廃止された。1972年（昭和47年）3月に、伏見バイパスの計画と連携し、建設省直轄事業として行われた竹田街道の改良が竣工した。内容は、市電伏見線の軌道を撤去するとともに、道路東端を南流していた七瀬川を暗渠として歩道敷内に埋設し道路幅員の一部として利用することで、伏見区深草泓ノ壺町・深草下川原町間2.50キロメートルを拡幅・改築するものであった。同月に竹田街道十条・深草加賀屋敷町間が師団街道にかわって国道24号に指定された。

## 現在の道のり
現在は京都府道115号伏見港京都停車場線（竹田街道十条より深草加賀屋敷町までは国道24号との重複）の八条通（竹田街道八条交差点）以南が竹田街道と呼ばれており、伏見の京都外環状線までを結んでいる。
東洞院通の延長上にあるが現在は京都駅で分断されているため、京都駅の北側へは高倉跨線橋（通称・たかばし）によって塩小路高倉で高倉通とつながっている。
約1km東の山沿いを伏見街道が並行している。

## 勧進橋
勧進橋（かんじんばし）は、京都市南区東九条柳下町と伏見区深草西川原町の間の鴨川に架かる竹田街道の橋。
勧進橋は江戸時代から竹田街道に架けられている。元陶化小学校に車石と合わせて残されている「石敢當」と彫られた高さ3メートルほどの石灯篭は、1854年（安政元年）、木綿問屋忠兵衛により勧進橋西詰に建てられたものである。近代に入り、1889年（明治22年）の勧進橋の架け替えにともない撤去され、1908年（明治41年）に現在地の元陶化小学校校門内に移されている。
1907年（明治40年）7月には、長さ42間、幅41.5尺の木橋が架けられたが、1935年（昭和10年）6月29日の水害（鴨川水害）により破損。第二次世界大戦後の現橋の架設まで、仮橋のままであった。
現在の橋は1947年（昭和22年）10月に竣工した。橋長88.7メートル、幅員19メートル 3径間連続鋼桁橋で、総工費は約942万円である。

## 交差する道路など
- 交差する道路などの特記がないものは市道。

| 交差する道路など 西←<竹田街道>→東           | 交差する道路など 西←<竹田街道>→東  | 交差する場所                | 交差する場所                | 路線番号                    |                           |
| ------------------------------------------- | ---------------------------------- | --------------------------- | --------------------------- | --------------------------- | ------------------------- |
| 府道115号伏見港京都停車場線                 | 府道115号伏見港京都停車場線        | 府道115号伏見港京都停車場線 | 府道115号伏見港京都停車場線 | 府道115号伏見港京都停車場線 | 北 ↑ ∧ 竹 田 街 道 ∨ ↓ 南 |
| <八条通>                                    | <八条通>                           | 南区                        | 竹田街道八条                | 府道115号                   | 北 ↑ ∧ 竹 田 街 道 ∨ ↓ 南 |
| <針小路通>                                  |                                    | 南区                        |                             | 府道115号                   | 北 ↑ ∧ 竹 田 街 道 ∨ ↓ 南 |
| <東寺道>                                    |                                    | 南区                        |                             | 府道115号                   | 北 ↑ ∧ 竹 田 街 道 ∨ ↓ 南 |
| 府道143号四ノ宮四ツ塚線 <九条通>            | 府道143号四ノ宮四ツ塚線 <九条通>   | 南区                        | 大石橋                      | 府道115号                   | 北 ↑ ∧ 竹 田 街 道 ∨ ↓ 南 |
| <札辻通>                                    | <札辻通>                           | 南区                        | 竹田街道札辻                | 府道115号                   | 北 ↑ ∧ 竹 田 街 道 ∨ ↓ 南 |
| 市道181号京都環状線 <十条通>                | 国道24号 <十条通>                  | 南区                        | 竹田街道十条                | 府道115号                   | 北 ↑ ∧ 竹 田 街 道 ∨ ↓ 南 |
| 市道181号京都環状線 <十条通>                | 国道24号 <十条通>                  | 南区                        | 竹田街道十条                | 国道24号                    | 北 ↑ ∧ 竹 田 街 道 ∨ ↓ 南 |
| <久世橋通>                                  |                                    | 南区                        | 竹田街道久世橋通            |                             | 北 ↑ ∧ 竹 田 街 道 ∨ ↓ 南 |
| 鴨川                                        | 鴨川                               | 南区                        | 勧進橋                      |                             | 北 ↑ ∧ 竹 田 街 道 ∨ ↓ 南 |
| 鴨川                                        | 鴨川                               | 伏見区                      | 勧進橋                      |                             | 北 ↑ ∧ 竹 田 街 道 ∨ ↓ 南 |
| <稲荷新道>                                  | <稲荷新道>                         | 稲荷新道                    |                             |                             | 北 ↑ ∧ 竹 田 街 道 ∨ ↓ 南 |
| 府道201号中山稲荷線 <第一軍道>              | 府道201号中山稲荷線 <第一軍道>     | 竹田久保町                  |                             |                             | 北 ↑ ∧ 竹 田 街 道 ∨ ↓ 南 |
| 府道68号南インター竹田線                    |                                    |                             |                             |                             | 北 ↑ ∧ 竹 田 街 道 ∨ ↓ 南 |
| 名神高速道路                                |                                    |                             |                             |                             | 北 ↑ ∧ 竹 田 街 道 ∨ ↓ 南 |
|                                             |                                    | 竹田出橋                    |                             |                             | 北 ↑ ∧ 竹 田 街 道 ∨ ↓ 南 |
| <城南宮道>                                  |                                    |                             |                             |                             | 北 ↑ ∧ 竹 田 街 道 ∨ ↓ 南 |
| -                                           | 国道24号 奈良方面                  | 深草加賀屋敷町              |                             |                             | 北 ↑ ∧ 竹 田 街 道 ∨ ↓ 南 |
| -                                           | 国道24号 奈良方面                  | 深草加賀屋敷町              | 府道115号                   |                             | 北 ↑ ∧ 竹 田 街 道 ∨ ↓ 南 |
| 府道115号                                   | -                                  | 棒鼻                        |                             |                             | 北 ↑ ∧ 竹 田 街 道 ∨ ↓ 南 |
| 府道202号伏見向日線 <津知橋通>              |                                    |                             |                             |                             | 北 ↑ ∧ 竹 田 街 道 ∨ ↓ 南 |
| <丹波橋通>                                  |                                    |                             |                             |                             | 北 ↑ ∧ 竹 田 街 道 ∨ ↓ 南 |
| 府道115号                                   | -                                  |                             |                             |                             | 北 ↑ ∧ 竹 田 街 道 ∨ ↓ 南 |
| 府道35号大津淀線 <大手筋>                   | 府道35号大津淀線 <大手筋>          | 竹田街道大手筋              |                             |                             | 北 ↑ ∧ 竹 田 街 道 ∨ ↓ 南 |
| 宇治川派流                                  | 宇治川派流                         | 京橋                        |                             |                             | 北 ↑ ∧ 竹 田 街 道 ∨ ↓ 南 |
| 府道124号三栖向納所線 （京街道 (大坂街道)） | -                                  | 中書島                      |                             |                             | 北 ↑ ∧ 竹 田 街 道 ∨ ↓ 南 |
| 市道188号観月橋横大路線 <外環状線>          | 市道188号観月橋横大路線 <外環状線> | 竹田街道外環                |                             |                             | 北 ↑ ∧ 竹 田 街 道 ∨ ↓ 南 |